# Kim Chapiron

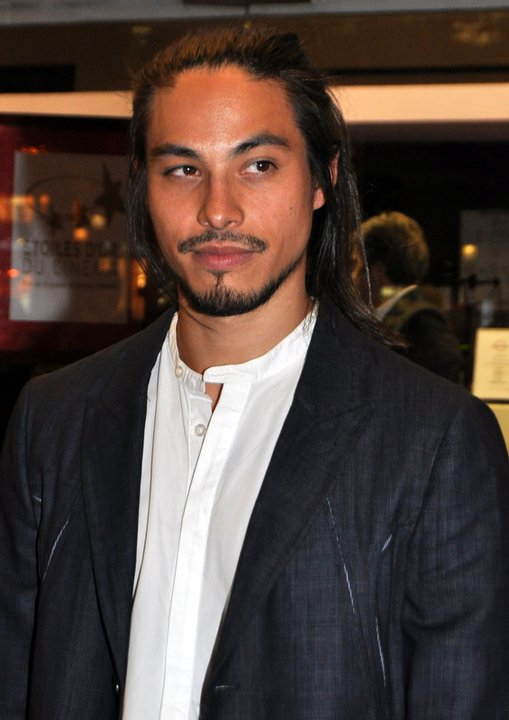
Kim Chapiron 2011

Kim Chapiron (* 4. Juli 1980 in Saigon) ist ein französisch-vietnamesischer Filmregisseur und Musiker.

## Leben
Chapiron kam 1980 als Sohn des Grafikers Christian Chapiron (Künstlername Kiki Picasso, * 1956) zur Welt; seine Mutter stammt aus Vietnam. Chapirons jüngere Schwester Mai Lan (* 1982) ist als Sängerin tätig. Chapiron wuchs mit zwei Schwestern in Paris auf und beendete die Schule mit dem Baccalauréat scientifique.
Im Alter von 15 Jahren rief Chapiron unter anderem inspiriert durch das Künstlerkollektiv Bazooka seines Vaters mit seinen Schulfreunden Romain Gavras und Toumani Sangaré das Filmkollektiv Kourtrajmé (verlan für court-métrage/Kurzfilm) ins Leben. Beeinflusst wurde die filmische Richtung des Kollektivs unter anderem durch die Filme Lola liebt’s schwarzweiß und Hass von Mathieu Kassovitz, einem Nachbarn Chapirons. Zu Kourtrajmé gehörten unter anderem Filmemacher Ladj Ly, den Chapiron bereits aus Kindertagen kannte, Schauspieler Alexis Manenti, Chapirons guter Freund Vincent Cassel und Mathieu Kassovitz. Als erstes Werk des Kollektivs gilt der 1994 entstandene Kurzfilm Paradoxe perdu, bei dem Chapiron Regie führte und auch die Hauptrolle übernahm. Es folgten zahlreiche weitere Kurzfilme Chapirons im Rahmen von Kourtrajmé, denen ein Mix aus Humor, Trash und Gewalt zugrunde lag. Im Jahr 2006 wurde Chapirons erster Langfilm Sheitan, eine Horrorkomödie, veröffentlicht. Das Drehbuch schrieb Chapiron gemeinsam mit Kiki Picasso; Mai Lan steuerte die Filmmusik bei, während Vincent Cassel, der bereits in mehreren Kurzfilmen Chapirons aufgetreten war, die Hauptrolle übernahm und den Film produzierte. Im Film, der unter anderem auf dem Toronto International Film Festival lief, gab Leïla Bekhti ihr Leinwanddebüt.
Chapirons zweiter Langfilm Dog Pound erlebte auf dem Tribeca Film Festival 2010 seine Premiere und wurde mit dem Preis für den besten Nachwuchsregisseur ausgezeichnet. Sein dritter Langfilm La crème de la crème, der an einer Wirtschaftshochschule angesiedelt ist, erschien 2014.
Chapiron, der gelegentlich auch als Schauspieler auftrat, ist auch als Musiker und Musikvideoregisseur tätig. Unter anderem drehte er Musikvideos für Mafia K’1 Fry (Pour ceux, 2003), TTC (Je n’arrive pas à danser, 2007), Oxmo Puccino (Quitte-moi, 2010) und PNL ( À l’ammoniaque, 2018). Zu Ladj Lys 2019 erschienenem Film Die Wütenden – Les Misérables steuerte er mit Marco Casanova die Filmmusik bei. Im Jahr 2020 erhielt er dafür eine César-Nominierung in der Kategorie Beste Filmmusik.
Chapiron ist mit Ludivine Sagnier liiert; das Paar hat zwei 2009 und 2014 geborene Töchter.

## Filmografie (Auswahl)
- 1994: Paradoxe perdu (Kurzfilm)
- 2000: Tarubi l’arabe strait (Kurzfilm)
- 2002: La barbichette (Kurzfilm)
- 2006: Sheitan
- 2010: Dog Pound
- 2010: Notre jour viendra – als Schauspieler
- 2011: Dripping (Kurzfilm)
- 2011: Enfant de la partie (Kurzfilm)
- 2014: La crème de la crème
- 2016–2017: Gier – Rausch des Goldes (Guyane) (TV-Serie, vier Folgen)
- 2019: Die Wütenden – Les Misérables (Les misérables) – als Komponist

## Auszeichnungen
- 2010: Jurypreis des Tribeca Film Festivals, Bester Nachwuchsregisseur, für Dog Pound
- 2010: Nominierung Jurypreis des Tribeca Film Festivals, Bester Spielfilm, für Dog Pound
- 2020: César-Nominierung, Beste Filmmusik, für Die Wütenden – Les Misérables